# Emmerich Zensch
Emmerich Zensch (* 20. Dezember 1919 in Wien; † 4. April 2017 ebenda) war ein österreichischer Seniorensportler. 

## Leben
Emmerich Zensch war vielfacher Weltrekordhalter in diversen Disziplinen der Leichtathletik in verschiedenen Seniorenklassen. Seine Medaillensammlung umfasste 73 Welt- und Europameistertitel sowie nationale Titel in den Spezialdisziplinen Hochsprung, Stabhochsprung und Dreisprung.
Seine Letzte Ruhestätte fand er im Familiengrab auf dem Ottakringer Friedhof in Wien.

## Weltrekorde
Zensch hält die Weltrekorde im Hochsprung der Altersklasse M85 (1,22 m; aufgestellt am 26. Juli 2005 in Edmonton) und M80 (1,34 m; aufgestellt am 20. Mai 2000 in Traun).

## Erfolge
Bei den Senioren-Leichtathletik-Europameisterschaften 2008 in Ljubljana gewann er in seiner Altersklasse (M85) Gold im Hochsprung (1,15 m), Stabhochsprung (1,90 m) und Dreisprung (7,01 m).